# Tschechoslowakische Hussitische Kirche

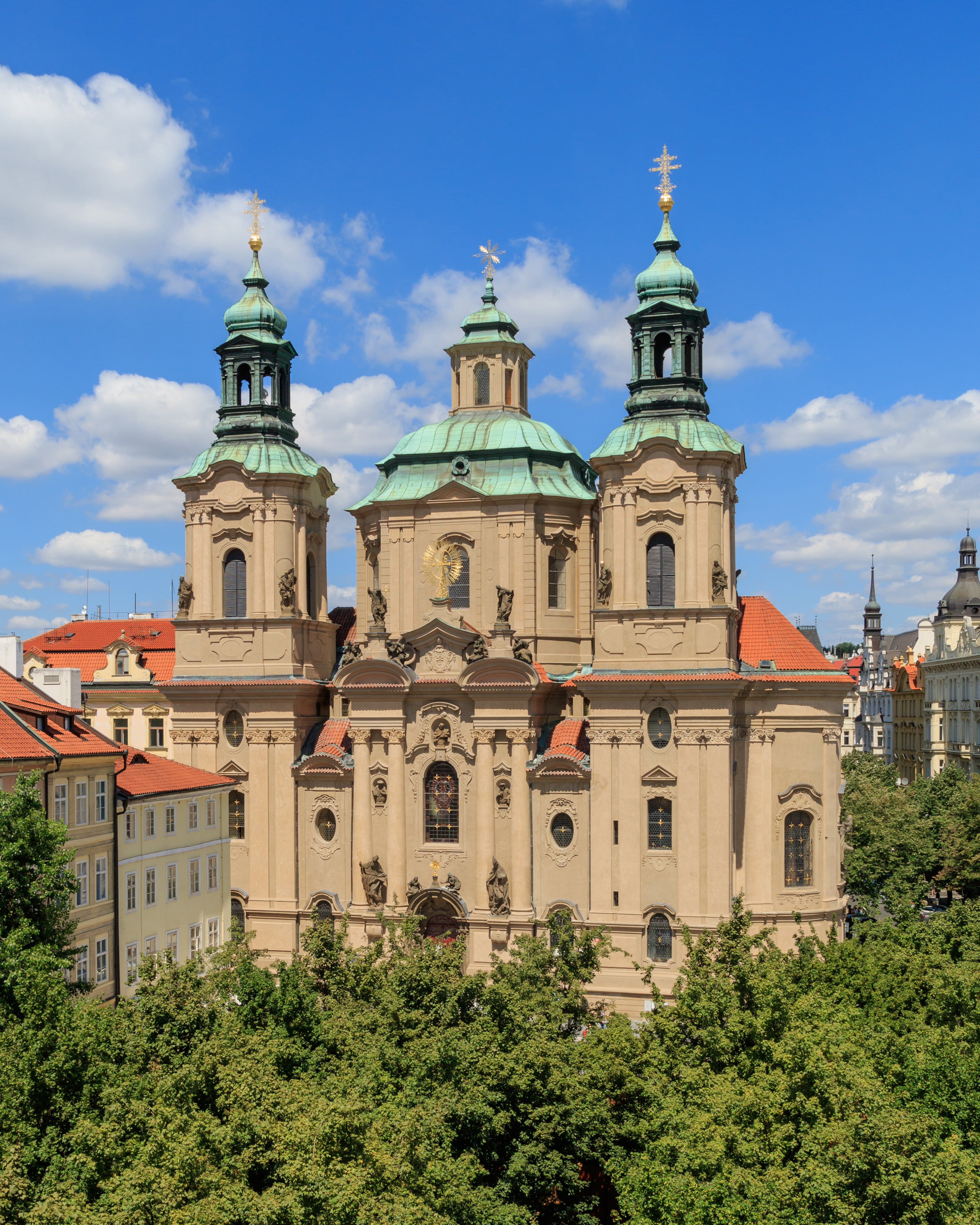
St. Nikolaus in der Altstadt in Prag, die Hauptkirche der Neuhussiten in der tschechischen Hauptstadt

Die Tschechoslowakische Hussitische Kirche (Tschechisch: Církev československá husitská, CČSH), bis 1971 nur Tschechoslowakische Kirche (Církev československá, CČS), ist eine christliche Kirche, die in den Jahren 1919/20 durch Abspaltung von der römisch-katholischen Kirche entstanden ist. Die oft auch Neuhussitische Kirche genannte Glaubensgemeinschaft ist vornehmlich in Tschechien verbreitet, aber auch in der Slowakei gibt es einige Gemeinden. Sie beruft sich auf die Traditionen des böhmischen Reformators Jan Hus. 2011 gehörten ihr rund 39.000 Gläubige an.
Seit 2006 führt Tomáš Butta als Patriarch die Neuhussitische Kirche.

## Geschichte
Ein Teil des tschechischsprachigen Klerus in Böhmen und Mähren wurde Ende des 19. Jahrhunderts zunehmend unzufriedener mit dem Erscheinungsbild der katholischen Kirche in Österreich-Ungarn. Schon die Resultate des Ersten Vatikanischen Konzils waren von vielen liberal eingestellten tschechischen Priestern mit Unwillen zur Kenntnis genommen worden. Diese Kleriker waren auch der Meinung, dass die katholische Kirche das bestehende politische System der Donaumonarchie und damit die Vorherrschaft der Deutschen und Ungarn stützte, während sie mit den Politikern sympathisierten, die Veränderungen zu Gunsten der Tschechen und der anderen slawischen Völker forderten.
1890 gründeten liberale tschechische und slowakische Geistliche die Priestervereinigung Jednota (Einheit), die für eine Modernisierung und Demokratisierung der katholischen Kirche eintrat. Sie forderten unter anderem die Einführung der Volkssprache in der Messe, die Abschaffung des Pflichtzölibats und die Annäherung an die Orthodoxen Kirchen. Der Episkopat und der Heilige Stuhl versuchten diese Bewegung zu unterdrücken. Unter den Gläubigen hatten die in der Jednota organisierten Geistlichen zunächst relativ wenige Anhänger. Dies änderte sich im Verlaufe des Ersten Weltkriegs, als sich die große Mehrheit der Tschechen gegen die Monarchie stellte und die Gründung eines unabhängigen Staates vorbereitete. Man wandte sich dabei auch gegen den habsburgtreuen katholischen Episkopat.
Der innerkirchliche Konflikt eskalierte nach der Ausrufung der unabhängigen tschechoslowakischen Republik. In der Weihnachtszeit 1919 begannen die Jednota-Priester, Messen in tschechischer Sprache zu lesen, und im Januar 1920 vollzog der radikale Flügel der modernistischen Reformbewegung, der sich Ohnisko (dt. Brennpunkt) nannte, mit Karel Farský an der Spitze das Schisma und gründete die Tschechoslowakische Kirche. Farský wurde später zum ersten Patriarchen der neuen Kirche gewählt.
Von der Regierung der Republik wurde die neue Kirche unverzüglich anerkannt, möglicherweise auch, weil sie sich durch die Errichtung einer Nationalkirche eine Festigung der damals politisch gewünschten tschechoslowakischen Nation versprach. Der Glaubensgemeinschaft wurden einige Dutzend Kirchengebäude übertragen. Der Hl. Stuhl brach daraufhin die diplomatischen Beziehungen ab und rief den Nuntius aus Prag zurück. Während die katholische Kirche der Ersten Republik sehr distanziert gegenüberstand, weil sie deren Laizismus ablehnte, bejahte die Neuhussitische Kirche die politische Ordnung der ČSR vorbehaltlos und sah sich als Nationalkirche des neuen Staates.
Der Neuhussitischen Kirche schlossen sich vor allem tschechische Christen an, dazu kamen einige Slowaken, während die Angehörigen der deutschen und der ungarischen Minderheit der tschechoslowakischen Nationalkirche eher reserviert gegenüber standen. Die meisten Neuhussiten waren vorher katholisch gewesen, aus den Reihen der kleinen evangelischen Kirchen der böhmischen Länder und der Slowakei gab es nur wenige Übertritte. Um 1930 hatte die Tschechoslowakische Kirche über 300.000 Mitglieder, seitdem sank die Zahl der Gläubigen.
1947 wurde die Frauenordination zugelassen. 1999 wurde mit Jana Šilerová die erste Bischöfin geweiht. Unter der kommunistischen Herrschaft war das Verhältnis der Tschechoslowakischen Kirche zum Staat ambivalent. Die Neuhussiten hatten weniger Repressionen zu erleiden als die Katholiken, deren Klerus eindeutig Position gegen die Kommunisten bezogen hatte. Die Neuhussitische Kirche wurde von diesen als religiöses Feigenblatt instrumentalisiert, während sie sonst eine extrem kirchenfeindliche Linie verfolgten. So bekam die Tschechoslowakische Kirche in der sogenannten Phase der Normalisierung nach dem Prager Frühling eine eigene theologische Fakultät an der Prager Karls‑Universität. Die kommunistischen Machthaber deuteten zudem die Hussitische Tradition in ihrem Sinne um und erklärten Jan Hus zum ersten tschechischen Revolutionär. Dem konnte die Kirche in der von der KP beherrschten Öffentlichkeit wenig entgegensetzen. 1971 wurde die Kirche in Tschechoslowakische Hussitische Kirche umbenannt. Seit dieser Zeit näherte sich die Neuhussitische Kirche den protestantischen Kirchen weiter an. 1994 unterschrieb sie die Leuenberger Konkordie.

## Literatur

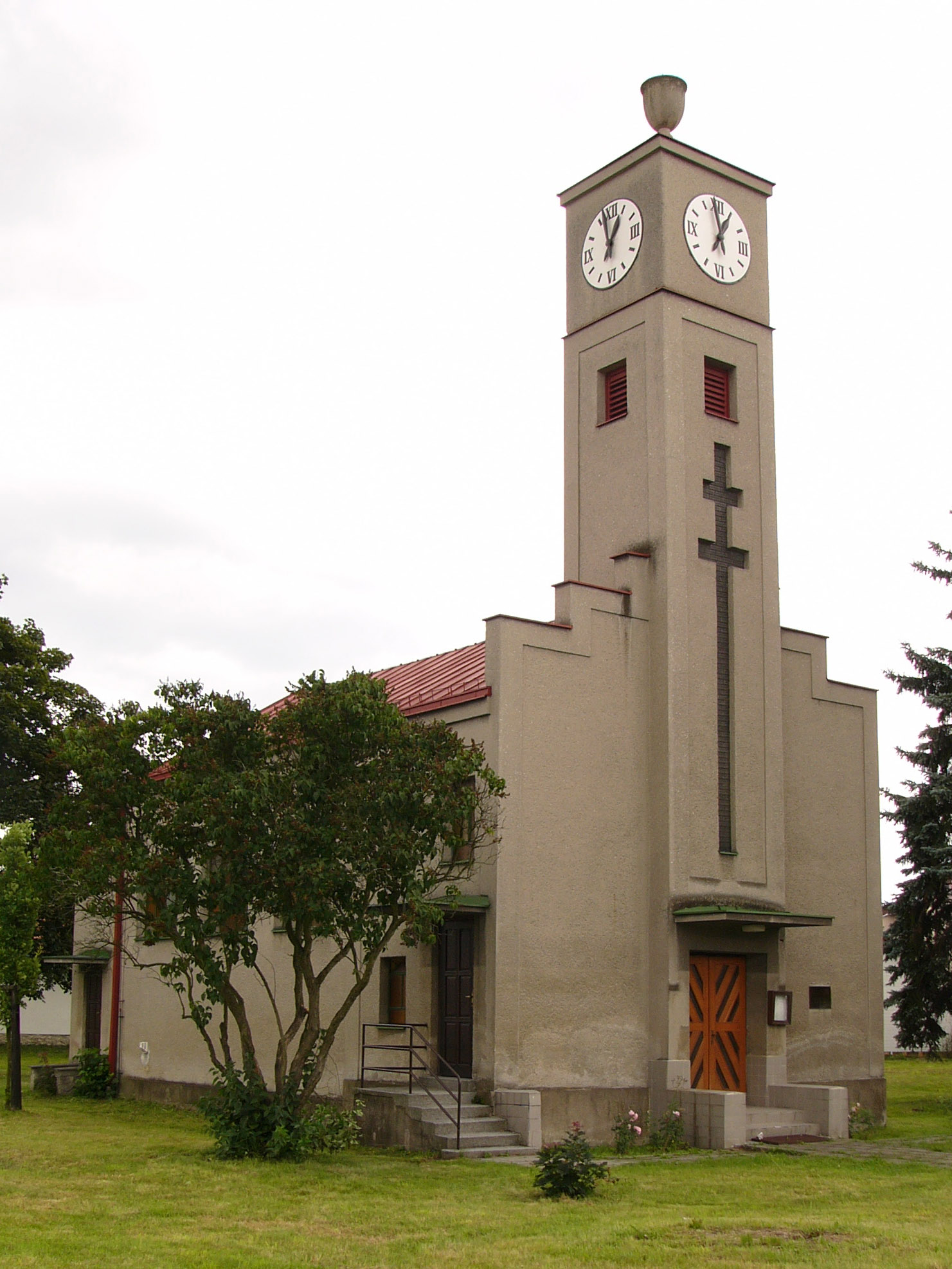
Neuhussitische Kirche in Olmütz mit Kelch auf der Turmspitze

## Kirchenorganisation
Die Tschechoslowakische Hussitische Kirche ist eine Episkopalkirche mit starken Mitspracherechten der Laien, die diese in den Ältestenräten der Gemeinden und in Synoden wahrnehmen. Im Jahr 2007 bestanden rund 300 Pfarrgemeinden, die jeweils von einem durch alle Gläubigen gewählten Ältestenrat geleitet werden. In den Gemeinden arbeiten etwa 270 Priester, knapp die Hälfte sind Frauen.
Die Kirche ist in Diözesen mit Sitz in Prag, Pilsen, Königgrätz, Brünn, Olmütz und Bratislava gegliedert. Diese werden von einem gewählten Diözesanrat mit dem Bischof an der Spitze geleitet. Die Gesamtkirche wird von einem Zentralrat geführt, in den die Diözesanversammlungen in gleichem Verhältnis Priester und Laien entsenden. Die grundsätzlichen Entscheidungen in Bezug auf dogmatische und organisatorische Normen trifft die Kirchensynode. Sie wählt auch den Patriarchen, das geistliche Oberhaupt der Neuhussitischen Kirche. Zwischen den Synoden besorgt der Zentralrat die laufenden Geschäfte.
Die Kirche hat einen Sozialdienst und ein Missionswerk. Diese unterhalten einige Kindergärten, Schulen, Alten- und Behindertenheime. Der Zentralrat gibt die Kirchenzeitung Český zápas (Tschechischer Kampf) heraus. Kandidaten für den geistlichen Dienst werden an der 1950 gegründeten Hussitischen theologischen Fakultät der Karls-Universität Prag in einem fünfjährigen Studium und in kirchlichen Kursen für Prediger, Diakone oder Pfarrer ausgebildet.

## Lehre und Gottesdienst

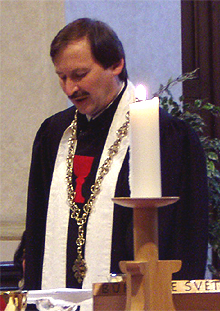
Patriarch Tomáš Butta während eines Gottesdienstes

In der Anfangszeit war die Neuhussitische Kirche nach gescheiterten Gesprächen über einen Zusammenschluss mit der Serbisch-Orthodoxen Kirche oder der Altkatholischen Kirche sowie einer ersten Abgrenzung zu freireligiösen Tendenzen unter dem theologischen Einfluss von Farský stark an einer rationalistischen und unitarischen christlichen Theologie orientiert, später näherte sich die Kirche, so mit den 1958 verabschiedeten Glaubenssätzen (welche ein am Nicäno-Konstantinopolitanum orientiertes trinitarisches Glaubensbekenntnis enthalten), dem christlichen Mainstream an.
Aufgrund ihrer Theologie und ihrer gottesdienstlichen Praxis verbindet die Neuhussitische Kirche einerseits viel mit der katholischen Kirche, aus der sie einst hervorgegangen ist, andererseits aber auch viel mit den evangelischen Kirchen. Quelle ihrer Lehren sind die Bibel und die christliche Tradition. Das protestantische Prinzip sola scriptura greift also nicht. Als bedeutsame Traditionen werden benannt: die Zeit der altchristlichen Kirche mit den sieben ökumenischen Konzilien, das Werk der Slawenapostel Kyrill und Method, die reformatorische Tradition, insbesondere Jan Hus und die sich auf seine Lehren berufenden Utraquisten. Wie Katholiken, Orthodoxe und Anglikaner erkennt die Tschechoslowakische Hussitische Kirche sieben Sakramente an. Wie die lutherischen und reformierten Kirchen betont sie die Gewissensfreiheit des einzelnen Gläubigen, sie praktiziert die Frauenordination und betont die gleichberechtigte Mitwirkung der Laien an der Kirchenleitung.
Die Feier der Liturgie steht im Zentrum der gottesdienstlichen Praxis. Es werden dazu zwei Formulare benutzt, die viel Ähnlichkeit mit den Texten der katholischen Messe aufweisen; es sind aber auch Elemente von Luthers deutscher Messe und aus der utraquistischen Tradition des 15. und 16. Jahrhunderts eingeflossen. 
Heiligenverehrung kennt die Neuhussitische Kirche nicht, Abbildungen der Heiligen im Kirchenraum werden aber nicht abgelehnt. In den nach 1920 neu erbauten Kirchen wurden jedoch nur wenige Bildnisse angebracht, vor allem Christusdarstellungen, gelegentlich auch Bilder von Jan Hus. 
In der kirchlichen Ikonographie spielt der Kelch eine große Rolle. Der Hussitenkelch wird meist in Rot dargestellt, wie er im 15. Jahrhundert als Feldzeichen auf den Fahnen der Hussiten benutzt wurde. Man findet ihn im Kirchenraum, auf den Priestergewändern, den Einbänden liturgischer Bücher, auf Kirchturmspitzen und auf Kirchenfahnen.

## Patriarchen
- Karel Farský (1924–1927)
- Gustav Adolf Procházka (1928–1942)
- František Kovář (1946–1961)
- Miroslav Novák (1961–1990)
- Vratislav Štěpánek (1991–1994)
- Josef Špak (1994–2001)
- Jan Schwarz (2001–2005)
- Stepan Klasek (25. Juni 2005 – 28. September 2006)
- Tomáš Butta (2006–)

## Ökumene
Die Neuhussitische Kirche ist Mitglied des Ökumenischen Rats der Kirchen und der Gemeinschaft Evangelischer Kirchen in Europa.